# Grow into one
『grow into one』（グロウ・イントゥ・ワン）は、2003年3月19日に発売された日本の歌手・倖田來未の2枚目のアルバムである。

## 解説
初回盤は『ファイナルファンタジー』の絵柄が付いている特殊パッケージ仕様で、『ファイナルファンタジー』のトレーディングカードが封入されている。
ボーナス・トラックとして「1000の言葉」の未発表アレンジが収録されている。なお、初回盤に限っては現在入手困難となっている。
ジャケットのアートワーク撮影は1月24日に即行。同日には、本アルバム収録の7thシングル（先行シングル）『real Emotion/1000の言葉』、初のミュージック・ビデオ集『7SPIRITS』も合わせて行われた。

## 収録曲
1. Teaser feat.Clench & Blistah [1:53]
作詞：S.Bennett、Clench、Blistah
作曲・編曲：Miki Watanabe
Blistahとは後に2006年も25thシングル「Candy」で再びコラボを行っている。
2. real Emotion [3:59]
作詞：Kenn Kato
作曲：Kazuhiro Hara
編曲：h-wonder
7thシングル表題1曲目
3. BOY FRIEND? [4:40]
作詞：Ken Matsuhara
作曲：h-wonder
編曲：h-wonder
4. Your only one [4:53]
作詞：Kumi Koda
作曲：Daisuke Suzuki
編曲：h-wonder
5. one [3:31]
作詞：Kumi Koda、LISA
作曲：LISA
編曲：Ryuichiro Yamaki
6thシングルのカップリング曲
6. One night romance [4:36]
作詞・作曲・編曲：Daisuke'D.I'Imai
7. 1000の言葉 [6:02]
作詞：Kazushige Nojima
作曲・編曲：Takehiro Eguchi、Noriko Matsueda
7thシングル表題2曲目
本作のみCDでの収録。
8. S.O.S 〜sound of silence〜 [3:23]
作詞：Kenn Kato
作曲：Daisuke Suzuki
編曲：Ryuichiro Yamguchi
9. m・a・z・e [4:05]
作詞：Kenn Kato
作曲：Hiro Yamaguchi
編曲：813、h-wonder
6thシングル表題曲
10. 乱反射 [4:00]
作詞：Ken Matsuhara
作曲：Miki Watanabe
編曲：Ken Matsuhara
11. Pearl Moon [5:16]
作詞：Ken Matsuhara
作曲：LISA
編曲：Ken Matsuhara
12. Nasty girl [4:39]
作詞：Kumi Koda
作曲：shifo、Genki Hibino
編曲：Seiji Akiyama
13. To be one [4:25]
作詞：Kenn Kato
作曲：Masaki Iehara
編曲：SATOSHI HIDAKA
14. love across the ocean [3:38]
作詞：Kumi Koda
編曲：h-wonder
作曲：TSUKASA
5thシングル表題曲
15. 1000の言葉 (Alternate Orchestra Version) [6:25]
初回限定盤のみ収録のボーナス・トラック。
7thシングル表題2曲目のオーケストラバージョン
ゲームのサウンドトラックには使用されていない。
アルバムリリース当日に初回盤が完売にし「幻のトラック」と入手が困難になっていたが、2007年発売のベスト・アルバム『BEST 〜BOUNCE & LOVERS〜』に収録された。

## タイアップ
- スクウェア（現：スクウェア・エニックス）社ゲーム『FINAL FANTASY X-2』オープニングテーマ、スクウェア社ゲーム『FINAL FANTASY X-2』CMソング (#2)
- スクウェア社ゲーム『FINAL FANTASY X-2』挿入歌 (#7)
- 日本テレビ系ドラマ『サイコドクター』挿入歌 (#9)
- カネボウ「テスティモ」CMソング (#14)

## その他の収録アルバム (シングル曲除く)
- Pearl Moon
  - 『BEST 〜BOUNCE & LOVERS〜』(BALLAD BEST CD)

## 収録ライブ映像 (シングル曲除く)
- Teaser feat.Clench & Blistah (全て、Clench & Blistahと共演)
  - 『KODA KUMI SPECIAL LIVE “Dirty Ballroom” 〜One Night Show〜』(TRICK)
  - 『Koda Kumi 15th Anniversary Premium Live』(WINTER of LOVE、ファンクラブ限定盤)
- Pearl Moon
  - 『secret 〜FIRST CLASS LIMITED LIVE〜』